# Filippo Santoro
Filippo Santoro (ur. 12 lipca 1948 w Carbonara) – włoski duchowny katolicki, arcybiskup Taranto od 2012 do 2023. Od 2023 arcybiskup senior Taranto. 

## Życiorys
Święcenia kapłańskie otrzymał 20 maja 1972. W 1984 wyjechał na misję do Brazylii i rozpoczął pracę w archidiecezji Rio de Janeiro. W latach 1988–1996 odpowiadał za ruch Comunione e Liberazione na terenie całej Ameryki Łacińskiej.

### Episkopat
10 kwietnia 1996 papież Jan Paweł II mianował go biskupem pomocniczym archidiecezji Rio de Janeiro, ze stolicą tytularną Tuscamia. Sakry biskupiej udzielił mu 29 czerwca 1996 ówczesny arcybiskup Rio de Janeiro - kardynał Eugênio de Araújo Sales. W 2002 otrzymał obywatelstwo brazylijskie.
12 maja 2004 został biskupem Petrópolis.
21 listopada 2011 został mianowany biskupem ordynariuszem archidiecezji Taranto. Ingres odbył się 5 stycznia 2012.
22 lipca 2023 papież Franciszek przyjął jego rezygnację z urzędu arcybiskupa metropolity Taranto. 